# مارکو بارونی
مارکو بارونی (ایتالیایی: Marco Baroni؛ زادهٔ ۱۱ سپتامبر ۱۹۶۳) بازیکن سابق و سرمربی کنونی فوتبال اهل ایتالیا است.

## باشگاهی
از باشگاه‌هایی که در آن بازی کرده‌است می‌توان به باشگاه فوتبال آ.اس. رم، باشگاه فوتبال هلاس ورونا، باشگاه فوتبال پادوا، باشگاه فوتبال مونزا، باشگاه فوتبال بولونیا، باشگاه فوتبال فیورنتینا، باشگاه فوتبال اودینزه، باشگاه فوتبال لچه و باشگاه فوتبال ناپولی اشاره کرد.

## تیم ملی
وی همچنین در تیم ملی فوتبال زیر ۲۱ سال ایتالیا بازی کرده‌است.